# Polipoesía
La polipoesía es un movimiento poético fundado en Italia por Enzo Minarelli a mediados de los años ochenta.
La polipoesía, tal y como traducción literal del término explica, son "muchas poesías" o múltiples maneras de interpretar un poema, ya que aplica al recitado simple de un poema disciplinas como la performance, el ruidismo, la distorsión o desfragmentación fonética, los medios audiovisuales, la Acción poética, la música y las nuevas tecnologías.
La Polipoesia amplifica y es fiel a la vez a la Poesía Concreta, al Dadaísmo y al Futurismo. Desarrollando aspectos inéditos y posibilidades nuevas para la poesía puramente literaria o escrita. La poesía acontece sonora, gestualitzada, bailada, electrificada, interactuada e infinita.
Cada polipopeta desarrolla su estilo o marca personal al interpretar la poesía a través del filtro vocal, teatral, audiovisual, musical o tecnológico. De este modo, las posibilidades de difusión y de encuentro con el espectador de poesía son múltiples, polifacéticas, poliédricas, polimórficas: polipoéticas.

## Breve historia de la Polipoesía
Italia – La tecnología poética
Originalmente este término nació en 1983, cuando el poeta italiano Enzo Minarelli (Venecia, 1951) lo utilizó en su ensayo Polipoesía, dalla lectura alla performance di poesia sonora, aparecido en el catálogo de arte Visioni, Violazioni, Vivisezioni. Aunque su concreción como tendencia poética no iba a verificarse hasta cuatro años más tarde, con la aparición en el catálogo Tramesa d’Art (Valencia, 1987) del Manifesto della Polipoesia.
Convertido en el principal teórico del movimiento, Minarelli ha protagonizado desde entonces diversas iniciativas, como festivales, encuentros y el archivo de polipoesía 3ViTre. Asimismo, es el autor de poemarios como Poemi Cognomi (1988), Meccanografie (1991) o Poesie Doccaso (1993), entre otros.
Aunque visto con recelo por la poesía de vanguardia, esta incipiente propuesta muy pronto despierta la curiosidad de una parte significativa de la poesía sonora y fonética italiana. Autores como Stefano Docimo, Giovanni Fontana o Enzo Berardi serán sus primeros promotores. A los que se suman la revista holandesa Slowscan, que publica un especial dedicado a la polipoesía en 1988. O la revista italiana Baobab, que con Adriano Spatola (Sapjane, 1941-Sant'Ilario d'Enza, 1988), Corrado Costa (Mulino di Bazzano, 1929-Reggio Emilia, 1991), Ivano Burani (Reggio Emilia, 1930), y la poetisa Tomaso Binga a la cabeza (alias de Bianca Menna. Salerno, 1938) se convierten en sus principales impulsores.
Autores como Massimo Mori, Gian Paolo Roffi o Luigi Pasotelli afianzan el término. De tal forma que, a lo largo de los años noventa, gracias entre otros a la desbordante actividad de poetas como Lello Voce (Nápoles, 1957) o de grupos como el laboratorio Sparajurij de Turín, el género de la poesía-acción o performance poética (nombre original de la polipoesía), conoce un gran auge. Sobre todo relacionado con la organización de recitales de slam poetry, en la línea de las legendarias veladas del Nuyorcan Poets Café de Nueva York.
España – La poesía fuera del libro
Quizás por ser el país donde vio por primera vez la luz el manifiesto polipoético, el otro gran foco de irradiación de este nuevo género es España. Concretamente en Barcelona, donde Xavier Sabater (Barcelona, 1953) y Xavier Theros (Barcelona, 1963) fundan en 1989 el primer grupo de polipoesía en la Península: Poliphonetica Dinámica. Formación de vida efímera, tras la cual Sabater fundará con Rafael Metlikovez (Canovelles, 1964) el grupo La Papa (Performers, Artistas y Poetas Associats), en 1990. Juntos organizan el ciclo Topades amb las noves tendencies y la Fiesta de la Polipoesía, primeros eventos relacionados con este género en España y realizados en 1991.
Tras ambas separaciones, Sabater se convierte en el teórico español con más peso, publicando numerosas antologías y recopilaciones desde su editorial Sediciones. Asimismo, desde 1991 dirige el Festival de Polipoesía de Barcelona y la revista en línea Barcelona Attractions, donde han aparecido algunas de sus reflexiones sobre el género.
Por su parte, los otros dos introductores de este movimiento, Xavier Theros y Rafael Metlikovez, fundan a finales de 1991 el grupo de polipoesía más conocido del panorama español: Accidents Polipoètics. Una formación que, tras un período dedicado a la organización de eventos, se dedicó a difundir el término por medio mundo. Con recordadas participaciones en el festival Polyphonix (CCCB, Barcelona en 1997 y Georges Pompidou de París en 2002), en el festival Faladura de spoken word (Oporto, 2000 y 2003) o su reciente inclusión en la prestigiosa recopilación en línea Lyrikline. En su haber cuentan también con el CD Polipoesía Urbana de Pueblo (Madrid, 1995) y el cortometraje Más Triste es Robar (dirigido en 1997 por Luís de la Madrid y André Cruz). Así como diversos libros, la revista Polinesia y los espectáculos de teatro Pim, pam, pum Lorca (1998), Soltero busca (2001), Franco ha muerto o cómo idiotizar a un pollo (2005) y "Fe, Esperanza y Cha-cha-chá" (2007).
La aparición de la polipoesía barcelonesa coincide en el tiempo con la actividad de diversos grupos que mantendrán complejas relaciones con sus principales promotores. Por una parte, los poetas sonoros de influencia conceptual, como Bartolomé Ferrando, Víctor Sunyol, Carles Hac Mor, Ester Xargay, Benet Rossell, Perejaume o Gustavo Vega. De otro, un grupo muy activo a finales de los ochenta, con Jordi Pope, Enric Cassasses, Àngel Carmona, Jesús Lizano, David Castillo Buïls, Joan Vinuesa, Jaume Sisterna o Albert Subirats. Poetas que colaborarán activamente con los primeros recitales de polipoesía. A estos se unen autores como el gallego Antón Reixa, el sevillano Antonio Murga o los barceloneses Juan Crek y Victor Nubla.
La segunda generación de polipoetas la encabeza Eduard Escoffet (Barcelona, 1979), organizador del ciclo Viatges a la Polinesia (1997-2000) y conocido internacionalmente como director de uno de los mejores festivales de este género: Projectes Poètics Sense Titol-PROPOSTA (2000-2004). A su labor como divulgador se le añaden libros como El vers i la mirada (2005) y la inclusión en la página berlinesa Lyrikline. Así como numerosos recitales por Europa e Iberoamerica.
Otros poetas que se han definido como polipoetas son los catalanes Jordi Teixidó, Xavier Canals, Noel Tatú, el tortosino Josep Ramon Roig, la companyia de Tarragona Human Trash i la Pubilla Daltònica o Josep Pedrals. Asimismo, artistas como Pau Riba, Jaume Sisa o Christian Atanasiu también han cultivado esta modalidad. Por lo que respecta al resto de España destaca la espléndida puesta en escena de la micropoetisa Ajo.

## Panorámica – Fonéticos y polipoetas
La repercusión de la polipoesía fuera de Italia y Cataluña ha sido mucho menor. No obstante, aunque asimilada como una forma más de la poesía sonora y de la performance de corte clásico, cuenta con notables voces como los poetas norteamericanos John Giorno y Lawrence Ferlinghetti, últimos miembros vivos de la Beatnik Generation. O el parisino Jean Jacques Lebel, fundador junto a Allen Ginsberg del festival Poliphonix y último director de la revista Surrealisme.
De la influencia de la polipoesía en la poética contemporánea destacan las aportaciones de los americanos Richard Kostelanetz, Diamanda Galas, Lydia Lunch o Larry Wendt. En Canadá, los miembros del grupo Four Horsemen. La sudafricana Tracy Splinter y el británico Mark Sutherland. Los franceses Gerard Jacquet, Bernard Heidsieck, Christian Prigent o Nathalie Quintana. Los portugueses Fernando Aguiar o el grupo lisboeta Copo. El poeta ruso Valeri Scherstjanoi. Los japoneses Nobuo Kubota, Suzuki Takeo y Seiji Shimoda. O el brasileño Philadelpho Menezes.
Fruto de este creciente interés son los numerosos eventos de poesía que incluyen apartados de polipoesía en sus programaciones. Como los festivales de Medellín o Berlín. En cuanto a los dedicados estrictamente a la poesía oral destaca el más antiguo de todos: Poliphonix, celebrado de forma itinerante en diversos lugares del mundo. El Festival de Polipoesía de Barcelona, Intersignos de Brasil, Yuxtaposiciones de Madrid, el Festival de Polipoesia de Bolonia, Bobeobi de Berlín o el extinto Proposta de Barcelona. Asimismo, se han organizado, con mayor o menor fortuna, encuentros en Lisboa, Oporto, Toronto, Moscú, México DF, La Habana, Budapest, São Paulo, Montevideo, Atenas o Buenos Aires.

## Manifiesto de la Polipoesía
1.- Solamente el desarrollo de las nuevas tecnologías marcará el progreso de la poesía sonora: los medios electrónicos y el ordenador son y serán los verdaderos protagonistas. 

2.- El objeto lengua debe ser indagado en sus mínimos y máximos segmentos: la palabra, elemento básico de la experimentación sonora, asume las connotaciones de multipalabra, penetrada en su interior y recompuesta en su exterior. La palabra debe poder liberar su polivalente sonoridad. 

3.- La elaboración del sonido no admite límites, debe ser empujada hacia el umbral del ruidismo puro, un ruidismo significante: la ambigüedad sonora, sea lingüística como oral, adquiere sentido si explota al máximo el aparato instrumental de la boca. 

4.- La recuperación de la sensibilidad del tiempo (el minuto, el segundo), debe ir más allá de los cánones de la armonía o de la desarmonía, porque sólo el montaje es el parámetro justo de la síntesis y el equilibrio. 

5.- La lengua es ritmo y los valores tonales son los verdaderos vectores del significado: primero el acto racional y después el emotivo. 

6.- La Polipoesía es concebida y realizada para el espectáculo en vivo; tiene como "prima donna" a la poesía sonora, que será el punto de partida interrelacionador entre:

la musicalidad (acompañamiento o línea rítmica),
la mímica, el gesto, la danza (interpretación, ampliación, integración del tema sonoro),
la imagen (televisiva o por diapositiva, como asociación, explotación, redundancia o alternativa),
la luz, el espacio,
los vestidos y los objetos.
Enzo Minarelli: Tramesa d’Art, Valencia 1987